# Brachiaphodius yaaunitnoi
Brachiaphodius yaaunitnoi är en skalbaggsart som beskrevs av Masumoto 1991. Brachiaphodius yaaunitnoi ingår i släktet Brachiaphodius och familjen Aphodiidae. Inga underarter finns listade.